# 스카이레이크 인베스트먼트
스카이레이크 인베스트먼트(영어: Skylake Investment)는 대한민국의 사모펀드 및 벤처캐피탈 운용사이다.

## 역사
2006년에 진대제가 설립하였다.

## 투자
- SK하이닉스
- 현대오토에버
- 넥스플렉스
- 루켄테크놀러지스
- 솔루스바이오텍
- 테이팩스
- 한미반도체
- 야놀자
- 아웃백스테이크하우스
- 시프티[3]